# Pretty Boy, Dirty Boy World Tour
Pretty Boy, Dirty Boy World Tour foi a primeira turnê de concertos de longa data do cantor colombiano Maluma, em apoio ao seu segundo álbum de estúdio Pretty Boy, Dirty Boy (2015). A turnê, que visitou a América Latina, Espanha, Europa, Ásia, África, Oceania, Canadá e Estados Unidos, começou em 14 de maio em Ciudad Juárez, México, no Estadio Carta Blanca.

## Set list
Esta set list é representativa do show em 11 de dezembro de 2016 em Buenos Aires, Argentina. Não é representativo de todos os concertos durante a turnê.
1. "Borró Cassette"
2. "Sin Contrato"
3. "El Perdedor"
4. "La Curiosidad"
5. "Vente Pa' Ca"
6. "Desde esa noche"
7. "Addicted"
8. "El Tiki"
9. "Tengo Un Amor" / "Vuelo Hacia el Olvido"
10. "Salgamos"
11. "La Temperatura"
12. "Chantaje"
13. "La Bicicleta"
14. "Cuatro Babys"
15. "El Beso"
16. "La Invitación"
17. "Obsesión"
18. "Carnaval"

## Artistas de abertura
- Nikky Mackliff (Quito — 9 de julho de 2016)[4]
- Rocko & Blasty (Quito — 9 de julho de 2016)[5]
- Danny Romero (Spain — 2016 datas selecionadas)[6]
- Miss Bolivia (Buenos Aires — 1º de dezembro de 2017)[7]
- Jimena Barón (Buenos Aires — 3 de dezembro de 2017)[8]

## Shows
| Data                    | Cidade                 | País                 | Local                             | Comparecimento  | Receita        |
| América Latina          | América Latina         | América Latina       | América Latina                    | América Latina  | América Latina |
| ----------------------- | ---------------------- | -------------------- | --------------------------------- | --------------- | -------------- |
| 8 de dezembro de 2015   | Bogotá                 | Colômbia             | Centro de Eventos Autopista Norte | —               | —              |
| 13 de dezembro de 2015  | Cali                   | Colômbia             | Plaza de Toros Cañaveralejo       | —               | —              |
| 19 de dezembro de 2015  | Barranquilla           | Colômbia             | Romelio Martínez Stadium          | —               | —              |
| 20 de dezembro de 2015  | Medellín               | Colômbia             | Plaza de Toros La Macarena        | —               | —              |
| 21 de dezembro de 2015  | Valledupar             | Colômbia             | Centro de Eventos                 | —               | —              |
| 22 de janeiro de 2016   | Mar del Plata          | Argentina            | Mute Club de Mar                  | —               | —              |
| 14 de maio de 2016      | Ciudad Juárez          | México               | Estadio Carta Blanca              | —               | —              |
| 20 de maio de 2016      | Xalapa                 | México               | Estadio de Béisbol Colón          | —               | —              |
| 21 de maio de 2016      | Acapulco               | México               | Forum de Mundo Imperial           | —               | —              |
| 22 de maio de 2016      | Cancún                 | México               | Plaza de Toros                    | —               | —              |
| 26 de maio de 2016      | Monterrey              | México               | Arena Monterrey                   | —               | —              |
| 27 de maio de 2016      | Querétaro              | México               | Plaza de Toros Santa María        | —               | —              |
| 28 de maio de 2016      | Guadalajara            | México               | Auditorio Telmex                  | —               | —              |
| 29 de maio de 2016      | Cidade do México       | México               | Auditorio Nacional                | 9,620 / 9,620   | $428,466       |
| 30 de maio de 2016      | Guadalajara            | México               | Auditorio Telmex                  | —               | —              |
| 3 de junho de 2016      | Panama City            | Panamá               | Figali Convention Center          | —               | —              |
| 5 de junho de 2016      | Alajuela               | Costa Rica           | Parque Viva                       | —               | —              |
| América do Sul          |                        |                      |                                   |                 |                |
| 19 de junho de 2016     | Santiago               | Chile                | Movistar Arena                    | —               | —              |
| 21 de junho de 2016     | Tucumán                | Argentina            | Estadio Central Córdoba           | —               | —              |
| 22 de junho de 2016     | Salta                  | Argentina            | Estadio Delmi                     | —               | —              |
| 23 de junho de 2016     | Rosario                | Argentina            | City Center Rosario               | —               | —              |
| 26 de junho de 2016     | Córdoba                | Argentina            | Quality Espacio                   | —               | —              |
| 9 de julho de 2016      | Quito                  | Equador              | Coliseo General Rumiñahui         | —               | —              |
| América do Norte        |                        |                      |                                   |                 |                |
| 23 de julho de 2016     | San Salvador           | El Salvador          | Centro Internacional de Ferias    | —               | —              |
| 30 de julho de 2016     | Santo Domingo          | República Dominicana | Teatro La Fiesta                  | —               | —              |
| América do Sul          |                        |                      |                                   |                 |                |
| 13 de agosto de 2016    | Guayaquil              | Equador              | Parque Samanes                    | —               | —              |
| 14 de agosto de 2016    | Arequipa               | Peru                 | Centro de Convenciones            | —               | —              |
| 16 de agosto de 2016    | Buenos Aires           | Argentina            | Luna Park                         | —               | —              |
| 17 de agosto de 2016    | Buenos Aires           | Argentina            | Luna Park                         | —               | —              |
| 18 de agosto de 2016    | Buenos Aires           | Argentina            | Luna Park                         | —               | —              |
| 20 de agosto de 2016    | Callao                 | Peru                 | Estadio Miguel Grau               | —               | —              |
| 26 de agosto de 2016    | Cusco                  | Peru                 | Jardín de la Cerveza              | —               | —              |
| 27 de agosto de 2016    | Lima                   | Peru                 | Estadio Monumental                | —               | —              |
| América Central         |                        |                      |                                   |                 |                |
| 31 de outubro de 2016   | San Pedro Sula         | Honduras             | Estádio Francisco Morazán         | —               | —              |
| 1 de setembro de 2016   | Tegucigalpa            | Honduras             | Estadio Chochi Sosa               | —               | —              |
| 2 de setembro de 2016   | Managua                | Nicarágua            | Terreno Pharaohs Casino           | —               | —              |
| 3 de setembro de 2016   | Guatemala City         | Guatemala            | Forum Majadas                     | —               | —              |
| América do Sul          |                        |                      |                                   |                 |                |
| 30 de setembro de 2016  | La Paz                 | Bolívia              | Teatro al Aire Libre              | —               | —              |
| 1 de outubro de 2016    | Oruro                  | Bolívia              | Palacio de Los Deportes           | —               | —              |
| Europa                  |                        |                      |                                   |                 |                |
| 6 de outubro de 2016    | Madrid                 | Espanha              | Barclaycard Center                | —               | —              |
| 7 de outubro de 2016    | Barcelona              | Espanha              | Sant Jordi Club                   | —               | —              |
| 8 de outubro de 2016    | Valencia               | Espanha              | Feria Valencia                    | —               | —              |
| 10 de outubro de 2016   | Zaragoza               | Espanha              | Parking Norte Expo                | —               | —              |
| 11 de outubro de 2016   | Málaga                 | Espanha              | Palacio de Ferias y Congresos     | —               | —              |
| 15 de outubro de 2016   | La Laguna              | Espanha              | Pabellón Insular Santiago Martín  | —               | —              |
| 16 de outubro de 2016   | Las Palmas             | Espanha              | Infecar                           | —               | —              |
| América do Sul          |                        |                      |                                   |                 |                |
| 19 de outubro de 2016   | Maracaibo              | Venezuela            | Palacio de Eventos                | —               | —              |
| 21 de outubro de 2016   | Valencia               | Venezuela            | Forum de Valencia                 | —               | —              |
| 22 de outubro de 2016   | Caracas                | Venezuela            | Centro Comercial Tamanaco         | —               | —              |
| América Latina          |                        |                      |                                   |                 |                |
| 27 de outubro de 2016   | León                   | México               | Poliforum León                    | —               | —              |
| 28 de outubro de 2016   | San Luis Potosí        | México               | El Domo                           | —               | —              |
| 29 de outubro de 2016   | Mérida                 | México               | Coliseo Yucatán                   | —               | —              |
| 30 de outubro de 2016   | Puebla                 | México               | Acrópolis                         | —               | —              |
| 2 de novembro de 2016   | Culiacán               | México               | Foro Tecate                       | —               | —              |
| 3 de novembro de 2016   | Mexico City            | México               | Auditorio Nacional                | 8,892 / 9,103   | $293,591       |
| 4 de novembro de 2016   | Torreón                | México               | Estadio Revolución                | —               | —              |
| 5 de novembro de 2016   | Tijuana                | México               | Estadio Gasmart                   | —               | —              |
| 6 de novembro de 2016   | Hermosillo             | México               | Expo Forum                        | —               | —              |
| 10 de novembro de 2016  | Monterrey              | México               | Arena Monterrey                   | —               | —              |
| 11 de novembro de 2016  | Mexico City            | México               | Auditorio Nacional                | 9,618 / 9,810   | $345,289       |
| 12 de novembro de 2016  | Tuxtla Gutiérrez       | México               | Nuevo Foro Chiapas                | —               | —              |
| 13 de novembro de 2016  | Chihuahua              | México               | Estadio Manuel L. Almanza         | —               | —              |
| 19 de novembro de 2016  | San Juan               | Porto Rico           | José Miguel Agrelot Coliseum      | —               | —              |
| América do Sul          |                        |                      |                                   |                 |                |
| 26 de novembro de 2016  | Neiva                  | Colômbia             | Los Lagos Club                    | —               | —              |
| 3 de dezembro de 2016   | Posadas                | Argentina            | Estadio Crucero del Norte         | —               | —              |
| 4 de dezembro de 2016   | Corrientes             | Argentina            | Anfiteatro Cocomarola             | —               | —              |
| 5 de dezembro de 2016   | Santa Fe               | Argentina            | Estadio Club Unión                | —               | —              |
| 6 de dezembro de 2016   | Mendoza                | Argentina            | Sancor Seguros Arena              | —               | —              |
| 7 de dezembro de 2016   | Mendoza                | Argentina            | Sancor Seguros Arena              | —               | —              |
| 8 de dezembro de 2016   | Córdoba                | Argentina            | Orfeo Superdomo                   | —               | —              |
| 9 de dezembro de 2016   | Rosario                | Argentina            | Metropolitano                     | —               | —              |
| 10 de dezembro de 2016  | Asunción               | Paraguai             | Rakiura                           | —               | —              |
| 11 de dezembro de 2016  | Buenos Aires           | Argentina            | DirecTV Arena                     | —               | —              |
| 12 de dezembro de 2016  | Montevideo             | Uruguai              | Velódromo de Montevideo           | —               | —              |
| 13 de dezembro de 2016  | Montevideo             | Uruguai              | Velódromo de Montevideo           | —               | —              |
| 27 de dezembro de 2016  | Cali                   | Colômbia             | Estadio Pascual Guerrero          | —               | —              |
| 6 de janeiro de 2017    | Cartagena              | Colômbia             | Estadio Jaime Morón               | —               | —              |
| 3 de fevereiro de 2017  | Villa María            | Argentina            | Anfiteatro de Villa María         | —               | —              |
| 5 de fevereiro de 2017  | General Roca           | Argentina            | Predio Ferial                     | —               | —              |
| 15 de fevereiro de 2017 | Baradero               | Argentina            | Anfiteatro Pedro Carossi          | —               | —              |
| 17 de fevereiro de 2017 | El Calafate            | Argentina            | Anfiteatro del Bosque             | —               | —              |
| 24 de fevereiro de 2017 | Viña del Mar           | Chile                | Quinta Vergara Amphitheater       | —               | —              |
| América do Norte        |                        |                      |                                   |                 |                |
| 2 de março de 2017      | Hidalgo                | Estados Unidos       | State Farm Arena                  | 37,554 / 41,422 | $2,763,099     |
| 3 de março de 2017      | Houston                | Estados Unidos       | Revention Music Center            | 37,554 / 41,422 | $2,763,099     |
| 4 de março de 2017      | El Paso                | Estados Unidos       | El Paso County Coliseum           | 37,554 / 41,422 | $2,763,099     |
| 6 de março de 2017      | Dallas                 | Estados Unidos       | Music Hall at Fair Park           | 37,554 / 41,422 | $2,763,099     |
| 9 de março de 2017      | Orlando                | Estados Unidos       | House of Blues Orlando            | 37,554 / 41,422 | $2,763,099     |
| 10 de março de 2017     | Miami                  | Estados Unidos       | The Fillmore Miami Beach          | 37,554 / 41,422 | $2,763,099     |
| 11 de março de 2017     | Miami                  | Estados Unidos       | The Fillmore Miami Beach          | 37,554 / 41,422 | $2,763,099     |
| 12 de março de 2017     | Atlanta                | Estados Unidos       | Fox Theatre                       | 37,554 / 41,422 | $2,763,099     |
| 16 de março de 2017     | Rosemont               | Estados Unidos       | Rosemont Theatre                  | 37,554 / 41,422 | $2,763,099     |
| 17 de março de 2017     | New York City          | Estados Unidos       | Hammerstein Ballroom              | 37,554 / 41,422 | $2,763,099     |
| 18 de março de 2017     | Fairfax                | Estados Unidos       | EagleBank Arena                   | 37,554 / 41,422 | $2,763,099     |
| 19 de março de 2017     | Boston                 | Estados Unidos       | House of Blues Boston             | 37,554 / 41,422 | $2,763,099     |
| 23 de março de 2017     | Phoenix                | Estados Unidos       | Comerica Theatre                  | 3,597 / 4,364   | $239,760       |
| 24 de março de 2017     | Las Vegas              | Estados Unidos       | The Chelsea                       | 3,019 / 3,348   | $180,025       |
| 25 de março de 2017     | San Jose               | Estados Unidos       | City National Civic               | 2,787 / 2,787   | $224,263       |
| 26 de março de 2017     | Los Angeles            | Estados Unidos       | Microsoft Theater                 | 6,866 / 6,866   | $427,658       |
| América latina          |                        |                      |                                   |                 |                |
| 12 de abril de 2017     | Puerto San José        | Guatemala            | Autopista Puerto Quetzal          | —               | —              |
| 13 de março de 2017     | Puerto Vallarta        | México               | Hard Rock Hotel                   | —               | —              |
| 15 de abril de 2017     | Cancún                 | México               | Oasis Arena                       | —               | —              |
| 11 de maio de 2017      | Morelia                | México               | Plaza Monumental de Morelia       | —               | —              |
| 12 de maio de 2017      | Cuernavaca             | México               | Jardines de Mexico                | —               | —              |
| 13 de maio de 2017      | Tijuana                | México               | Estadio Gasmart                   | —               | —              |
| 14 de maio de 2017      | Mexicali               | México               | Explanada FEX                     | —               | —              |
| 17 de maio de 2017      | Guadalajara            | México               | Auditorio Telmex                  | 8,662 / 8,668   | $543,944       |
| 18 de maio de 2017      | Monterrey              | México               | Arena Monterrey                   | —               | —              |
| 19 de maio de 2017      | Tampico                | México               | Expo Tampico                      | —               | —              |
| 20 de maio de 2017      | Mexico City            | México               | Mexico City Arena                 | 15,470 / 18,015 | $583,386       |
| 21 de maio de 2017      | Querétaro City         | México               | Estadio Municipal                 | —               | —              |
| 17 de junho de 2017     | La Romana              | República Dominicana | Altos de Chavón                   | —               | —              |
| 23 de junho de 2017     | Portoviejo             | Equador              | Centro de Eventos La Esperanza    | —               | —              |
| 24 de junho de 2017     | Machala                | Equador              | Colegio 9 de Octubre              | —               | —              |
| 1 de julho de 2017      | Oranjestad             | Aruba                | Harbor Square Arena               | —               | —              |
| 2 de julho de 2017      | Goiânia                | Brasil               | Estacionamento do Serra Dourada   | —               | —              |
| 13 de julho de 2017     | Durango                | México               | Estadio Francisco Zarco           | —               | —              |
| 30 de agosto de 2017    | Santiago               | Chile                | Movistar Arena                    | 19,484 / 22,808 | $1,151,610     |
| 31 de agosto de 2017    | Santiago               | Chile                | Movistar Arena                    | 19,484 / 22,808 | $1,151,610     |
| 1 de setembro de 2017   | Santiago               | Chile                | Movistar Arena                    | 11,376 / 11,404 | $729,476       |
| 2 de setembro de 2017   | San Luis               | Argentina            | La Pedrera                        | —               | —              |
| 3 de setembro de 2017   | San Juan               | Argentina            | Estadio Parque de Mayo            | —               | —              |
| Europa                  |                        |                      |                                   |                 |                |
| 8 de setembro de 2017   | Tenerife               | Espanha              | Recinto Portuario                 | —               | —              |
| 9 de setembro de 2017   | Las Palmas             | Espanha              | Estadio Gran Canaria              | —               | —              |
| 13 de setembro de 2017  | Bilbao                 | Espanha              | Bilbao Exhibition Centre          | —               | —              |
| 15 de setembro de 2017  | Santiago de Compostela | Espanha              | Pavillón Multiusos Fontes do Sar  | —               | —              |
| 17 de setembro de 2017  | Barcelona              | Espanha              | Palau Sant Jordi                  | —               | —              |
| 20 de setembro de 2017  | Madrid                 | Espanha              | WiZink Center                     | —               | —              |
| 22 de setembro de 2017  | Murcia                 | Espanha              | Plaza de Toros de Murcia          | —               | —              |
| 22 de setembro de 2017  | Málaga                 | Espanha              | Auditorio Municipal de Málaga     | —               | —              |
| 24 de setembro de 2017  | Seville                | Espanha              | Auditorio Rocío Jurado            | —               | —              |
| 26 de setembro de 2017  | London                 | Reino Unido          | Shepherd's Bush Empire            | —               | —              |
| 28 de setembro de 2017  | Amsterdam              | Países Baixos        | AFAS Live                         | —               | —              |
| 30 de setembro de 2017  | Paris                  | França               | Zénith Paris                      | —               | —              |
| 2 de outubro de 2017    | Düsseldorf             | Alemanha             | ISS Dome                          | —               | —              |
| 3 de outubro de 2017    | Ulm                    | Alemanha             | Ratiopharm Arena                  | —               | —              |
| 6 de outubro de 2017    | Milan                  | Itália               | PalaYamamay                       | —               | —              |
| 7 de outubro de 2017    | Naples                 | Itália               | Palapartenope                     | —               | —              |
| Ásia                    |                        |                      |                                   |                 |                |
| 12 de outubro de 2017   | Tel Aviv               | Israel               | Reggaeton Live Park               | —               | —              |
| América Latina          |                        |                      |                                   |                 |                |
| 19 de outubro de 2017   | Panama City            | Panamá               | Figali Convention Center          | —               | —              |
| 27 de outubro de 2017   | Quito                  | Equador              | Coliseo General Rumiñahui         | —               | —              |
| 28 de outubro de 2017   | Guayaquil              | Equador              | Simón Bolivar Convention Center   | —               | —              |
| 3 de novembro de 2017   | Santo Domingo          | República Dominicana | Estadio Olímpico Félix Sánchez    | —               | —              |
| 9 de novembro de 2017   | São Paulo              | Brasil               | Espaço das Américas               | —               | —              |
| 10 de novembro de 2017  | Rio de Janeiro         | Brasil               | Vivo Rio                          | —               | —              |
| 11 de novembro de 2017  | Brasília               | Brasil               | NET Live                          | —               | —              |
| 25 de novembro de 2017  | Córdoba                | Argentina            | Orfeo Superdomo                   | —               | —              |
| 26 de novembro de 2017  | Rosario                | Argentina            | Jockey Club de Rosario            | —               | —              |
| 28 de novembro de 2017  | Tucumán                | Argentina            | Estadio Central Córdoba           | —               | —              |
| 29 de novembro de 2017  | Salta                  | Argentina            | Estadio Delmi                     | —               | —              |
| 1 de dezembro de 2017   | Buenos Aires           | Argentina            | Hipódromo de Palermo              | —               | —              |
| 2 de dezembro de 2017   | Santa Fe               | Argentina            | Estadio Gimasia y Esgrima         | —               | —              |
| 3 de dezembro de 2017   | Buenos Aires           | Argentina            | Hipódromo de Palermo              | —               | —              |
| 4 de dezembro de 2017   | Montevideo             | Uruguai              | Velódromo de Montevideo           | —               | —              |
| 8 de dezembro de 2017   | León                   | México               | Megavelaria                       | —               | —              |
| 13 de dezembro de 2017  | Monterrey              | México               | Arena Monterrey                   | —               | —              |
| 15 de dezembro de 2017  | Mexico City            | México               | Mexico City Arena                 | —               | —              |
| Total                   | Total                  | Total                | Total                             | —               | —              |

## Apresentações canceladas
| Data                  | Cidade       | País      | Local                              | Razão / Informações Adicionais |
| --------------------- | ------------ | --------- | ---------------------------------- | ------------------------------ |
| 8 de julho de 2017    | Loja         | Equador   | Estadio Federativo Reina del Cisne | Quebra de contrato             |
| 3 de dezembro de 2016 | Buenos Aires | Argentina | Tecnópolis Arena                   | Festival cancelado             |
| 8 de outubro de 2017  | Rome         | Itália    | Atlantico Live                     | Riscos de segurança            |
| 9 de dezembro de 2017 | Boca del Río | México    | Estadio Pirata Fuente              | "Circunstâncias imprevistas"   |